# Cruriraja
Genre
Cruriraja est un genre de raies.

## Liste des espèces
- Cruriraja andamanica (Lloyd, 1909)
- Cruriraja atlantis Bigelow & Schroeder, 1948
- Cruriraja cadenati Bigelow & Schroeder, 1962
- Cruriraja durbanensis (Von Bonde & Swart, 1923)
- Cruriraja parcomaculata (Von Bonde & Swart, 1923)
- Cruriraja poeyi Bigelow & Schroeder, 1948
- Cruriraja rugosa Bigelow & Schroeder, 1958
- Cruriraja triangularis Smith, 1964